# Коньовське сільське поселення
Коньо́вське сільське поселення (рос. Конёвское сельское поселение) — муніципальне утворення у складі Абатського району Тюменської області, Росія.
Адміністративний центр — село Коньово.

## Історія
У травні 1925 року були утворені Бітіїнська сільська рада, Гуселітовська сільська рада, Коньовська сільська рада та Смоленська сільська рада Північнокрутинського району Омського округу Сибірського краю. У грудні 1925 року із Бітіїнської сільради виділена Ірівська сільська рада, із Коньовської сільради виділена Чумашкінська сільська рада, зі Смоленської сільради виділена Лапинська сільська рада. 1929 року Гуселітовська та Чумашкінська сільради увійшли до складу Коньовської. 1930 року Лапинська сільрада увійшла до складу Коньовської. У 1930-1934 роках Ірівська сільрада увійшла до складу Бітіїнської.
19 вересня 1939 року Бітіїнська та Коньовська сільради передані до складу Абатського району. 18 липня 1961 року ліквідована Бітіїнська сільрада.
2004 року Коньовська сільська рада перетворена в Коньовське сільське поселення.

## Населення
Населення — 970 осіб (2020; 998 у 2018, 1217 у 2010, 1502 у 2002).

## Склад
До складу поселення входять такі населені пункти:
| Населений пункт       | Населення, осіб (2002) | Населення, осіб (2010) |
| --------------------- | ---------------------- | ---------------------- |
| Бітія, присілок       | 298                    | 209                    |
| Коньово, село         | 776                    | 672                    |
| Лапина, присілок      | 233                    | 206                    |
| Поротникова, присілок | 32                     | 14                     |
| Чумашкіна, присілок   | 161                    | 116                    |
| Шалашина, присілок    | 2                      | 0                      |